# Tostão
Eduardo Gonçalves de Andrade (Belo Horizonte, 25 de enero de 1947) es un exfutbolista brasileño, conocido como Tostão. Integrante de una de las mejores selecciones de la historia del fútbol; el Brasil de 1970. Es considerado una de las grandes figuras del fútbol en su país y para la FIFA uno de los veinte mejores futbolistas sudamericanos del siglo XX.
Tostão fue un zurdo dotado de una gran habilidad, pegada, magníficos pases y una imaginación sin límites dentro del campo, tenía una gran técnica en el manejo de la pelota y una extraordinaria visión de todo el juego, definitivamente un estilista del balón. Jugaba como centrocampista o delantero centro, fue apodado en su tiempo el Pelé Blanco. Por una lesión en el ojo, ocasionada por un pelotazo, tuvo que abandonar la práctica del deporte, con solo veintiséis años de edad. A pesar de su corta carrera, es considerado, junto a Teófilo Cubillas, Elías Figueroa, Roberto Rivelino, Mario Kempes, Miguel Brindisi, Norberto Alonso y Ricardo Enrique Bochini, entre otros, uno de los futbolistas sudamericanos más destacados de los años 70.

## Características técnicas
Tostão fue un jugador verdaderamente único. Demostró inteligencia táctica, visión, técnica y capacidad para regatear y marcar goles. Siempre buscaba el juego, hacía paredes y creaba espacios.

## Biografía
Tostão nació el 25 de enero de 1947 en Belo Horizonte. El apodo de "Tostão" le vino a los siete años, cuando jugaba al fútbol con los niños mayores. Era el más pequeño de su clase, y como el tostão era la moneda menos valiosa, empezaron a llamarlo así, por analogía con la moneda.
Como la mayoría de futbolistas brasileños, le dieron un apodo temprano en su carrera futbolística. El apodo que le dieron fue Tostão, la pequeña moneda. Inició su carrera como júnior en el América Mineiro. Tras retirarse del fútbol, estudió Medicina Interna, llegando a ser docente universitario. En los diez años siguientes, él se reincorporó al mundo del fútbol, trabajando como periodista y experto de este tema por televisión.
Ha publicado Lembranças e Reflexões sobre Futebol (1997), por la editorial DBA.

### Carrera Profesional

#### América
Tostão comenzó su carrera jugando fútbol sala para Cruzeiro en 1961, cuando tenía 14 años. Ese mismo año, también comenzó a jugar para el equipo de fútbol de campo. Luego fue llevado por su padre, Oswaldo, a jugar fútbol en las selecciones juveniles del América.  Con el América marcó 16 goles en 26 partidos.

#### Cruzeiro
El desempeño de Tostão en el campo del América llamó la atención del entonces presidente del club, Felício Brandi, que ofreció Cr$ 1,5 millón en bonos y Cr$ 80 mil mensuales para llevarlo de regreso a Barro Preto, valores considerados impresionantes para un atleta que acababa de cumplir 16 años. A principios de 1964, Tostão comenzó a escribir su historia en Cruzeiro.El debut el 4 de abril de 1963 fue en la victoria por 2 a 1 sobre el Siderúrgica de Sabará, en un partido amistoso disputado en el estadio Juscelino Kubitschek, en Barro Preto, Belo Horizonte.
Tostão fue la mayor estrella del equipo Cruzeirense que ganó el Campeonato Brasileño en 1966. Fue el primer jugador de Minas Gerais en ser convocado para un Mundial, en 1966. Guió al Cruzeiro a la victoria en la Copa de Brasil de 1966. La victoria sobre el Santos de Pelé consolidó al club como una potencia a nivel nacional. El astro del Cruzeiro marcó cuatro goles durante la campaña, incluyendo dos en la final: uno en la goleada por 6-2 en el Estadio Mineirão y otro en el triunfo por 3-2 en el Estadio Pacaembu, que selló el primer título nacional del Cruzeiro.
El 24 de septiembre de 1969, el partido Corinthians-Cruzeiro (2-0), disputado en el Estadio Pacaembu ante 48.705 espectadores, correspondiente a la 5.ª ronda de la 1.ª fase del Campeonato Brasileño de Fútbol 1969, estuvo marcado por el desafortunado accidente del astro Tostão, quien, en una jugada con el defensa Ditão, pateó un rebote dentro del área y golpeó el ojo izquierdo de Tostão, provocándole un desprendimiento de retina. El ídolo del Cruzeiro fue operado en Houston, Estados Unidos, y solo regresó al fútbol al año siguiente. Sufrió un derrame cerebral en la zona quirúrgica, pero se recuperó a tiempo para viajar a México.
Tostão disputó su último partido oficial con el Cruzeiro vistiendo la camiseta número 7 contra el Nacional de Uberaba, en esta ciudad, en abril de 1972, por el campeonato minero, que terminó con empate 2-2.
Tostão terminó su etapa en el Cruzeiro como el máximo goleador del club con 245 goles, pese a jugar en el club como centrocampista, logró fichar a cinco máximos goleadores, conquistó 23 títulos. El Jugador que ostenta el récord de mayor racha goleadora en los campeonatos mineros (105 goles en seis ediciones consecutivas). 1965 (máximo goleador con 17 goles), 1966 (máximo goleador con 18 goles), 1967 (máximo goleador con 20 goles), 1968 (máximo goleador con 25 goles), 1969 (máximo goleador con 14 goles) y 1970 (11 goles). Jugó con el Raposa en 383 partidos (el 22.º con más partidos), entre 1964 y 1972. Durante este período, se proclamó campeón de la Copa Brasil de 1966, el quinto campeonato de Minas Gerais (de 1965 a 1969, además de la edición de 1972). Junto a Piazza y Dirceu Lopes, el mayor centrocampista que el fútbol minero haya visto en acción y que cambió el rumbo de la trayectoria del hasta entonces club de Barro Preto.

#### Vasco da Gama
Fue transferido del Cruzeiro al Vasco da Gama en abril de 1972, en la mayor transacción involucrada entre clubes brasileños hasta ese momento, por la suma de Cr$ 3,3 millones (3,5 millones de cruzeiros.).
El 27 de enero de 1973, Vasco derrotó a Argentinos Jrs en São Januário en el Torneo Internacional de Verano, con gol de Jorginho Carvoeiro. Este fue el último partido de Tostão.
El 10 de febrero de 1973, Tostão marcó el gol de la victoria del Vasco y el último de su carrera en uno de los últimos partidos de la carrera de Tostão, en febrero de 1973, poco después de marcar en aquel amistoso en São Januário contra el Flamengo.
La relación entre Tostão y el Vasco da Gama no duró mucho, y tras En 44 partidos, Tostão marcó sólo siete goles con el Vasco, el jugador anunció su retirada. Tan solo un año después de su llegada. Sin embargo, Tostão no tuvo la oportunidad de ser muy útil a su nuevo equipo: ya aquejado de un desprendimiento de retina provocado por un balón en la cara en 1969 durante un partido contra el Corinthians.  Fue operado de forma satisfactoria pero en 1973 sufrió una nueva lesión en el mismo ojo y, tras cinco intervenciones quirúrgicas, para salvaguardar su visión, decidió retirarse en enero de 1974 con sólo 26 años, después de cinco cirugías de retina. 

### Selección nacional

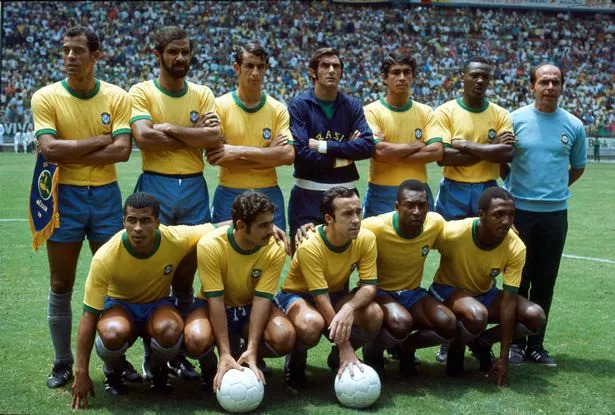
Selección de fútbol de Brasil en 1970

Tostão debutó con la selección brasileña a los 19 años, el 15 de mayo de 1966, en un partido amistoso en el Estadio de Morumbi, contra Chile, en empate 1-1, como preparación para el Mundial de Inglaterra. Marcó su primer gol con la selección brasileña el 5 de junio de 1966, en un partido amistoso en el Mineirão, donde reinaba y jugó por primera vez con la camiseta brasileña, en la victoria por 4-1 ante Polonia.
El 26 de abril de 1972, en un partido amistoso en el estadio Beira-Rio, en el que Brasil ganó 3-2 a Paraguay, disputó su último partido con la Canarinho.
Con la selección brasileña, disputó un total de cincuenta y cuatro partidos internacionales, en los que consiguió cuarenta y dos goles. Participó en la Copa Mundial de 1966 y se consagró en la Copa Mundial de 1970, logrando el campeonato e integrando la mejor delantera de todos los tiempos junto a Jairzinho, Gérson, Pelé y Rivelino. Adicionalmente fue destacado como el mejor jugador del Mundial de 1970.

## Participaciones en Copas del Mundo
| Mundial              | Sede       | Resultado    | Partidos | Goles |
| -------------------- | ---------- | ------------ | -------- | ----- |
| Copa Mundial de 1966 | Inglaterra | Primera fase | 1        | 1     |
| Copa Mundial de 1970 | México     | Campeón      | 6        | 2     |

## Trayectoria
| Equipo              | Temporadas | Partidos | Goles | Promedio |
| ------------------- | ---------- | -------- | ----- | -------- |
| Cruzeiro            | 1964-1972  | 378      | 249   | 0.66     |
| Vasco da Gama       | 1973       | 30       | 19    | 0.63     |
| Selección Brasileña | 1966-1972  | 54       | 32    | 0.59     |
| TOTAL               | 1964-1973  | 462      | 300   | 0.65     |

## Palmarés

### Campeonatos regionales
| Título             | Club     | País         | Año  |
| ------------------ | -------- | ------------ | ---- |
| Campeonato Mineiro | Cruzeiro | Minas Gerais | 1965 |
| Campeonato Mineiro | Cruzeiro | Minas Gerais | 1966 |
| Campeonato Mineiro | Cruzeiro | Minas Gerais | 1967 |
| Campeonato Mineiro | Cruzeiro | Minas Gerais | 1968 |
| Campeonato Mineiro | Cruzeiro | Minas Gerais | 1969 |
| Campeonato Mineiro | Cruzeiro | Minas Gerais | 1970 |

### Campeonatos nacionales
| Título  | Club     | País   | Año  |
| ------- | -------- | ------ | ---- |
| Serie A | Cruzeiro | Brasil | 1966 |

### Torneos internacionales
| Título                 | Equipo              | Sede   | Año  |
| ---------------------- | ------------------- | ------ | ---- |
| Copa Mundial de Fútbol | Selección brasileña | México | 1970 |

### Distinciones individuales
| Distinción                                                                | Año                     |
| ------------------------------------------------------------------------- | ----------------------- |
| Máximo goleador del Campeonato Mineiro                                    | 1965, 1966, 1967 y 1968 |
| Goleador de la eliminatoria sudamericana                                  | 1970                    |
| Máximo goleador de la Copa de Brasil                                      | 1970                    |
| Bola de Prata                                                             | 1970                    |
| Mejor futbolista de América                                               | 1971                    |
| 14.º lugar en la clasificación de mejor jugador sudamericano del siglo XX | 2004                    |